# Hacienda los Fresnos
Hacienda los Fresnos är en ort i Mexiko.   Den ligger i kommunen Tlajomulco de Zúñiga och delstaten Jalisco, i den centrala delen av landet, 500 km väster om huvudstaden Mexico City. Hacienda los Fresnos ligger 1 548 meter över havet och antalet invånare är 4 541.
Terrängen runt Hacienda los Fresnos är platt österut, men västerut är den kuperad. Runt Hacienda los Fresnos är det tätbefolkat, med 266 invånare per kvadratkilometer. Närmaste större samhälle är Guadalajara, 16,4 km norr om Hacienda los Fresnos. Omgivningarna runt Hacienda los Fresnos är en mosaik av jordbruksmark och naturlig växtlighet.